# Спящая девушка (картина Фетти)
«Спящая девушка» — картина неизвестного художника, работавшего в Риме в начале XVII века. Написана около 1620 года. Предположительно автором данной картины может быть итальянский художник эпохи барокко Доменико Фетти.
Согласно теории искусства, главенствующей в период барокко, жанровые картины, которые изображали сцены из повседневной жизни, считались второстепенными по отношению к картинам на библейские или мифологические сюжеты. Несмотря на это, жанровая живопись постепенно получала всё более широкое распространение, причём не только в буржуазной Голландии. Часто в такие картины авторы старались вложить какие-то морализирующие послания. Точно неизвестно, добавил ли художник в «Спящую девушку» такое послание, чтобы повысить значимость своей работы. Судя по улыбке во сне, можно сделать вывод, что эта картина является одной из ранних интерпретаций романтической темы сна о любви. Неизвестному художнику, близкому по стилю к французскому живописцу Клоду Виньону, удалось очень живо изобразить не только лицо спящей девушки, но такие детали, как украшения в её волосах, платок и узоры на покрывале.
В настоящее время картина выставлена в Музее изобразительных искусств в Будапеште. Инвентарный номер — 609. «Спящая девушка» была передана в коллекцию музея из собрания семьи венгерских землевладельцев Эстерхази.